# Vilajuïga
Vilajuïga là một đô thị trong ‘‘comarca’’ Alt Empordà, Girona, Catalonia, Tây Ban Nha.